# Чверть долара (Свобода, що сидить)
Чверть долара (Свобода, що сидить) (англ. Seated Liberty quarter dollar) — срібна розмінна монета США вартістю 25 центів, яка карбувалася у 1838-1891 роках.

## Історія
Наступним номіналом став 25 центів «Барб'є», який карбувався з 1892 року. 

## Карбування
Монета карбувалася на монетних дворах Філадельфії, Карсон-Сіті, Нового Орлеану і Сан-Франциско. Позначки монетних дворів розташовувалися під орлом на реверсі.
- Відсутня — монетний двір Філадельфії
- CC — монетний двір Карсон-Сіті
- S — монетний двір Сан-Франциско
- O — монетний двір Нового Орлеану

## Тираж
| Рік                                           | Філадельфія                    | Карсон-Сіті  | Новий Орлеан | Сан-Франциско |
| --------------------------------------------- | ------------------------------ | ------------ | ------------ | ------------- |
| 1838                                          | 466 000 (близько 5)            |              |              |               |
| 1839                                          | 491 146 (близько 5)            |              |              |               |
| 1840                                          | 188 127 (близько 5)            |              | 425 200      |               |
| 1841                                          | 120 000 (близько 10)           |              | 452 000      |               |
| 1842                                          | 88 000 (близько 10)            |              | 769 000      |               |
| 1843                                          | 645 600 (близько 10)           |              | 968 000      |               |
| 1844                                          | 421 200 (близько 10)           |              | 740 000      |               |
| 1845                                          | 922 000 (близько 10)           |              |              |               |
| 1846                                          | 510 000 (близько 20)           |              |              |               |
| 1847                                          | 734 000 (близько 10)           |              | 368 000      |               |
| 1848                                          | 146 000 (близько 10)           |              |              |               |
| 1849                                          | 340 000 (близько 10)           |              | 412 000      |               |
| 1850                                          | 190 800 (близько 10)           |              |              |               |
| 1851                                          | 160 000 (близько 10)           |              | 88 000       |               |
| 1852                                          | 177 060 (близько 10)           |              | 96 000       |               |
| 1853 (тип «без стрілок») (тип «зі стрілками») | 44 200 15 210 020 (близько 10) |              | 1 332 000    |               |
| 1854                                          | 12 380 000 (близько 25)        |              | 1 484 000    |               |
| 1855                                          | 2 857 000 (близько 20)         |              | 176 000      | 396 400 (1)   |
| 1856                                          | 7 264 000 (близько 40)         |              | 968 000      | 286 000       |
| 1857                                          | 9 644 000 (близько 40)         |              | 1 180 000    | 82 000        |
| 1858                                          | 7 368 000 (близько 150)        |              | 520 000      | 121 000       |
| 1859                                          | 1 343 200 (800)                |              | 260 000      | 80 000        |
| 1860                                          | 804 400 (1000)                 |              | 388 000      | 56 000        |
| 1861                                          | 4 853 600 (1000)               |              |              | 96 000        |
| 1862                                          | 932 000 (550)                  |              |              | 67 000        |
| 1863                                          | 191 600 (460)                  |              |              |               |
| 1864                                          | 93 600 (470)                   |              |              | 20 000        |
| 1865                                          | 58 800 (500)                   |              |              | 41 000        |
| 1866                                          | 16 800 (725)                   |              |              | 28 000        |
| 1867                                          | 20 000 (625)                   |              |              | 48 000        |
| 1868                                          | 29 400 (600)                   |              |              | 96 000        |
| 1869                                          | 16 000 (600)                   |              |              | 76 000        |
| 1870                                          | 86 400 (1000)                  | 8 340        |              |               |
| 1871                                          | 118 200 (960)                  | 10 890       |              | 30 900        |
| 1872                                          | 182 000 (950)                  | 22 850       |              | 83 000        |
| 1873 (тип «без стрілок») (тип «зі стрілками») | 212 000 (600) 1 271 160 (540)  | 4 000 12 462 |              | 156 000       |
| 1874                                          | 471 200 (775)                  |              |              | 392 000       |
| 1875                                          | 4 292 800 (700)                | 140 000      |              | 680 000       |
| 1876                                          | 17 816 000 (1150)              | 4 944 000    |              | 8 596 000     |
| 1877                                          | 10 911 200 (510)               | 4 192 000    |              | 8 996 000     |
| 1878                                          | 2 260 000 (800)                | 996 000      |              | 140 000       |
| 1879                                          | 13 600 (1100)                  |              |              |               |
| 1880                                          | 13 600 (1355)                  |              |              |               |
| 1881                                          | 12 000 (975)                   |              |              |               |
| 1882                                          | 15 200 (1 100)                 |              |              |               |
| 1883                                          | 14 400 (1 039)                 |              |              |               |
| 1884                                          | 8 400 (875)                    |              |              |               |
| 1885                                          | 13 600 (930)                   |              |              |               |
| 1886                                          | 5 000 (886)                    |              |              |               |
| 1887                                          | 5 000 (710)                    |              |              |               |
| 1888                                          | 10 000 (710)                   |              |              | 1 216 000     |
| 1889                                          | 12 000 (711)                   |              |              |               |
| 1890                                          | 80 000 (590)                   |              |              |               |
| 1891                                          | 3 920 000 (600)                |              | 68 000       | 2 216 000     |

## Опис

### Аверс
На аверсі монети зображено Свободу, що сидить на скелі. У правій руці вона тримає щит, на якому написано «LIBERTY», а в лівій — палицю з надітим на неї фригійським ковпаком, символом свободи і революції. Жінка одягнена в тогу. Під зображенням Свободи знаходиться рік карбування монети. Над нею півколом розташовано 13 зірок. Художником і гравером була допущена помилка через яку права рука виглядає непропорційно більше лівої. Зображення Свободи нагадує англійський символ — «Британія», який зображувався на реверсі англійських монет. Скоріше за все, вона і послужила прообразом Свободи вміщеній на серії монет зі Свободою, що сидить. На аверсі монет 1853-1855 і 1873 (тип зі стрілкою), 1874 років з боків від року розташовані 2 стрілочки.

### Реверс
На реверсі монети знаходиться білоголовий орлан з розправленими крилами, який тримає в пазурах стріли і оливкову гілку. Над орлом знаходиться напис «UNITED STATES OF AMERICA», під ним позначення номіналу монети «QUAR. DOL.». Під кігтями орла може розташовуватися буква, що показує на якому з монетних дворів була викарбувана монета. На грудях орла знаходиться щит (подібний до того, який тримає на аверсі монети Свобода, але без косої лінії з написом «LIBERTY»). Залежно від того, чи розташовується над зображенням орлана девіз «IN GOD WE TRUST» розрізняють тип «Без девізу» (англ. Without Motto) і «З девізом» (англ. With Motto). Тип «Без девізу» карбувався у 1838-1865 роках, тип «З девізом» — 1866-1891 роках.

## Джерело
- Нумізматичний сайт [Архівовано 19 листопада 2015 у Wayback Machine.]